# Eduardo del Pueyo
Eduardo del Pueyo (Zaragoza, 29 augustus 1905 – Sint-Genesius-Rode, 9 augustus 1986) was een Spaans pianist, muziekpedagoog en docent aan het Koninklijk Conservatorium in Brussel.

## Levensloop
Eduardo del Pueyo staat bekend als een van de grote pianovirtuozen van de twintigste eeuw. Hij bracht het grootste deel van zijn leven door in Brussel, waar hij leraar piano was aan het Koninklijk Conservatorium.
Hij was de zoon van meubelfabrikant Francisco del Pueyo en Benita Begué. Hij begon zijn muziekstudie op zevenjarige leeftijd in zijn geboortestad en vervolgde die in Madrid. Zijn eerste concert gaf hij toen hij vijftien was, met begeleiding door de Filharmonie van Zaragoza. Met een studiebeurs van zijn geboortestad ging hij verder studeren in Parijs. Eenmaal zijn studies voltooid, begon hij aan internationale concerttournees. Hij werd een specialist in het vertolken van Beethoven, Debussy, Albéniz, Enrique Granados, De Falla en Joseph Jongen. Hij werd daarbij bekend om zijn diep doordachte en tevens kleurrijke interpretaties.
In 1935 ontweek Del Pueyo de nakende Spaanse Burgeroorlog en vestigde zich in Brussel. Hij maakte van deze stad zijn gewone verblijfplaats en trouwde met de Belgische schilder Josette Smith. In 1948 werd hij docent aan het Koninklijk Conservatorium in Brussel en bleef dit tot in 1976. Onder zijn vrienden telde hij koningin Elisabeth en Pablo Casals. Hij gebruikte aanvankelijk de technieken op punt gesteld door Marie Jaëll, een discipel van Franz Liszt, maar ontwikkelde gaandeweg zijn eigen pedagogie, wat hem honderden leerlingen opleverde van over heel de wereld. Hij was van 1959 tot 1974 en van 1983 tot aan zijn dood eveneens buitengewoon docent aan de Muziekkapel Koningin Elisabeth. Hij gaf tevens masterclasses aan het Mozarteum in Salzburg, aan de universiteit van Madrid en aan het Manuel de Fallacentrum in Granada.
Onder zijn studenten zijn te vermelden: Alwin Bär, Fred Oldenburg, Elisabeth Verlooy, Geoffrey Douglas Madge, Jean-Claude Vanden Eynden, Aquiles Delle Vigne, Bernard Lemmens, Patricia Montero, Klaas Jan Mulder, Steven De Groote, André De Groote, Burkard Spinnler, David Baltuch, Johan Schmidt, Philippe Terseleer, Franz Constant, Jacques Stehman en Michel Scohy.
Tijdens zijn pedagogische carrière bleef Del Pueyo concerteren en gaf hij recitals samen met orkesten die onder leiding stonden van gerenommeerde orkestleiders als John Barbirolli, Karl Böhm, Fritz Busch, André Cluytens, Karl Münchinger, Eugen Jochum, Hermann Scherchen en Bruno Walter.
Del Pueyo was van 1952 tot 1983 jurylid en adviseur tijdens de Koningin Elisabethwedstrijd voor piano. Verder werd hij regelmatig uitgenodigd als jurylid in internationale pianowedstrijden in onder andere Moskou, Bolzano, Warschau en Cleveland.

## Eerbetoon
- In 1984 ontving Del Pueyo de Nationale Prijs voor Muziek van het Spaanse Ministerie van Cultuur.
- In 1986 ontving hij van de Diputación General de Aragón de Prijs van de Kunsten en Letteren voor zijn volledige carrière.
- Koningin Fabiola verleende hem in 1975 de gouden medaille van de Koningin Elisabethwedstrijd.
- In Zaragoza is een straat naar Del Pueyo genoemd, alsook een auditorium in het conservatorium.
- Hij ontving de gouden medaille van de stad Zaragoza.
- In 1970 werd hij Commandeur in de Spaanse Orde van Isabella de Katholieke.
- In 1977 ontving hij het Grootkruis in de Spaanse Orde van Burgerlijke Verdienste.